# ورم غدي كيسي موسيني
السرطانة الغدية المخاطية هو ورم كيسي حميد مبطن بخلايا طلائية مخاطية، وهو من أنواع الأورام الغدية الكيسية، وقد ينشأ الورم في أماكن مختلفة ولكن رغم ذلك لا توجد علاقة بين السرطانات الغدية المخاطية التي تظهر في أكثر من مكان ببعضها البعض.

## نظرة عامة
يمكن أن توجد السرطانات الغدية الكيسية في:
- المبيض (سرطان المبيض الغدي المخاطي)
- البنكرياس (سرطان البنكرياس الغدي المخاطي)
- الغشاء البريتوني
- الكبد[1]

## سرطان المبيض الغدي المخاطي
تشكل السرطانات الغدية المخاطية نسبة 15 – 20 في المائة من جميع أورام المبيض، وكثيرا ما تصبح كبيرة جدا في الحجم ويمكن أن تمتد إلى البطن. وعادة ما يتم تقييم هذه الأورام باستخدام الموجات فوق الصوتية أو الأشعة المقطعية أو التصوير بالرنين المغناطيسي. 
وغالبا ما تكون نتائج دراسات التصويرغير محددة وعادة ما تكون هذه أورام المبيض متعددة الأقسام ذات جدران رقيقة؛ كما تحتوي على كميات مختلفة من الأنسجة الصلبة التي تتكون من نسيج السديي -ستروما -المتكاثرة أو خلايا الورم الخبيث.
وتشكل السرطانات الغدية المخاطية الحميدة نسبة 80% من سرطانات المبيض المخاطية، و20 إلى 25% من سرطانات المبيض الحميدة بشكل عام، وتحدث معظم الإصابات في المرحلة العمرية بين 30 و 50 سنة.

## الصور الماكروسكوبية للورم

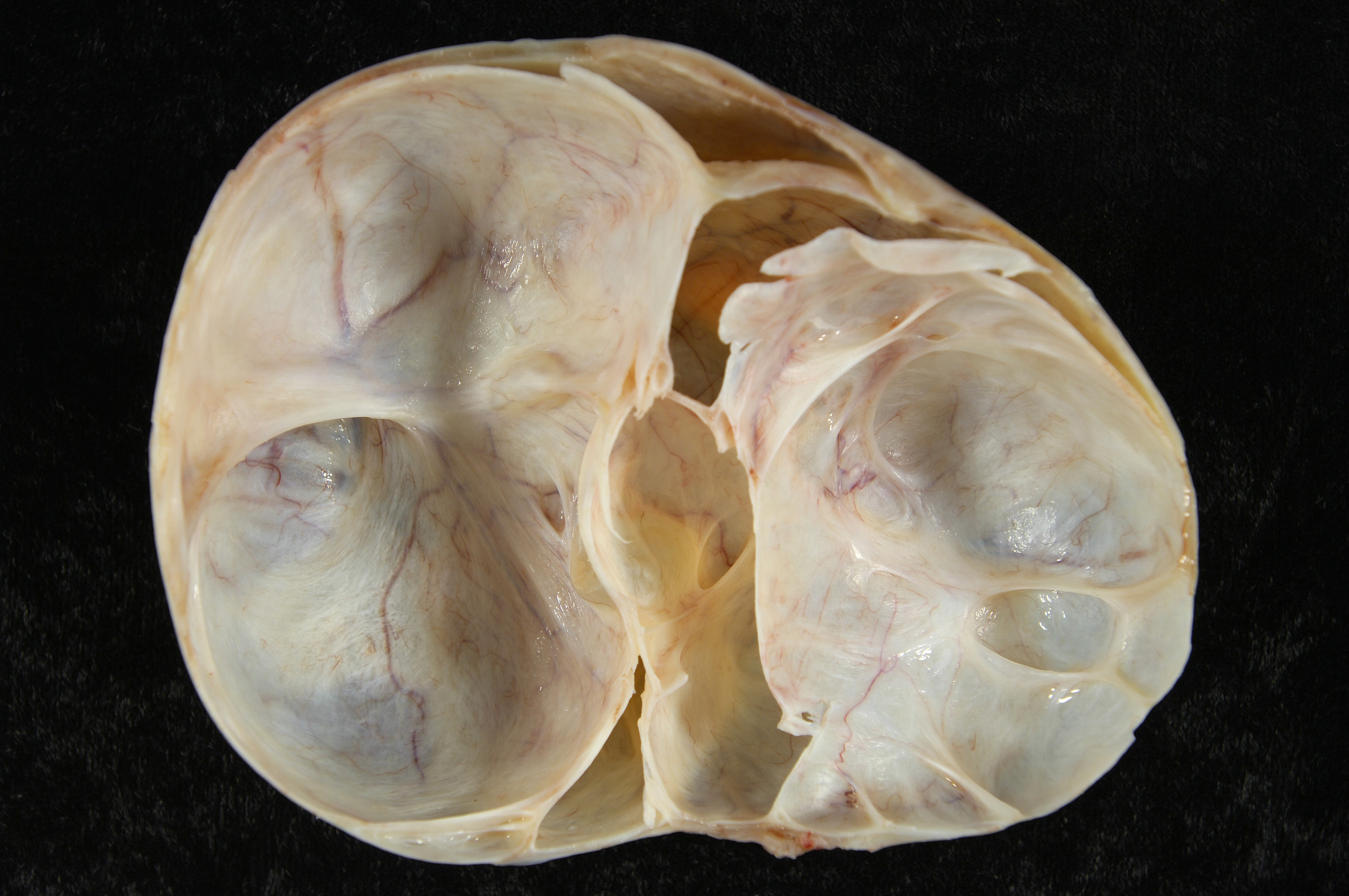
سرطان المبيض الغدي المخاطي

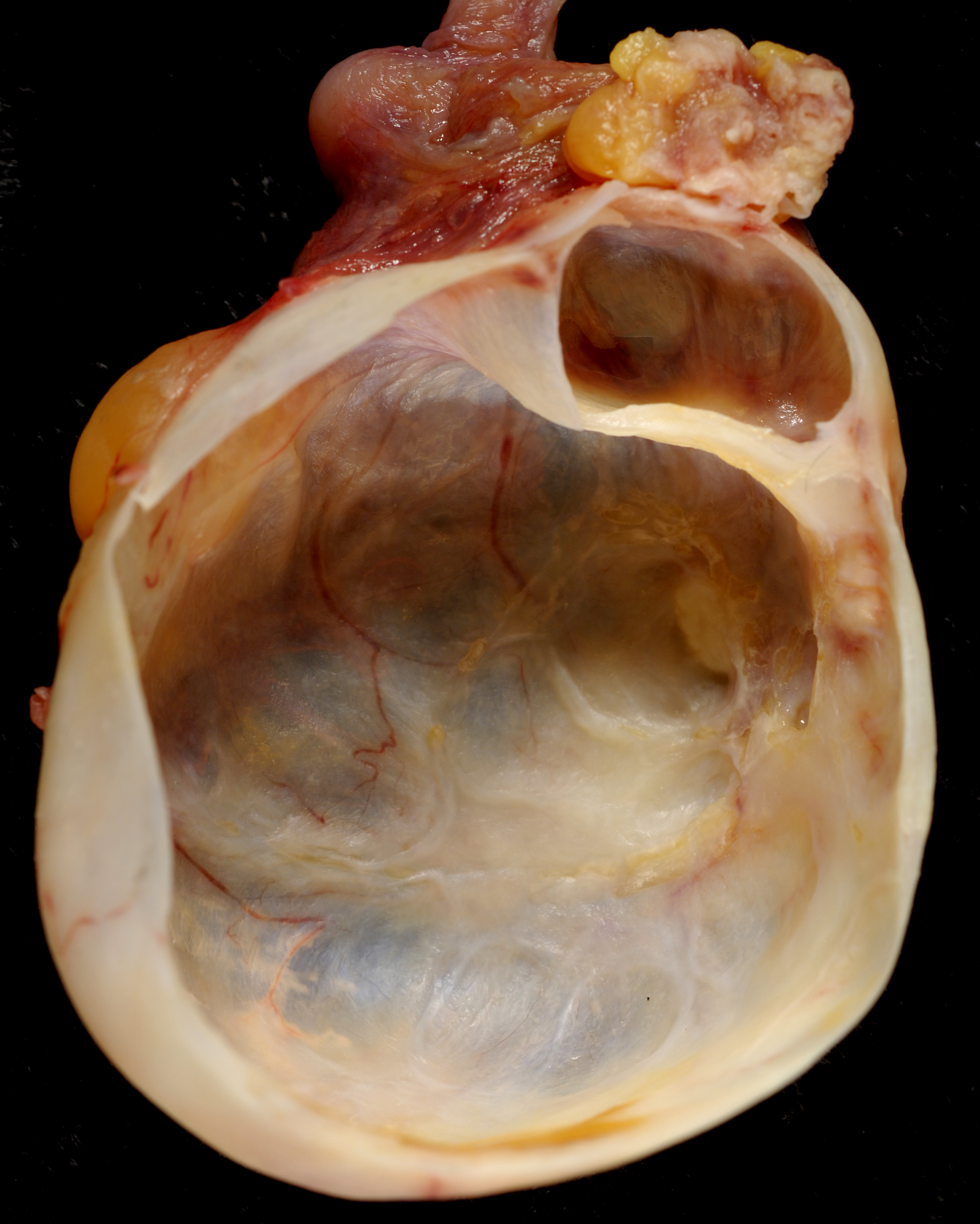
سرطان المبيض الغدي المخاطي

## الصور المايكروسكوبية للورم

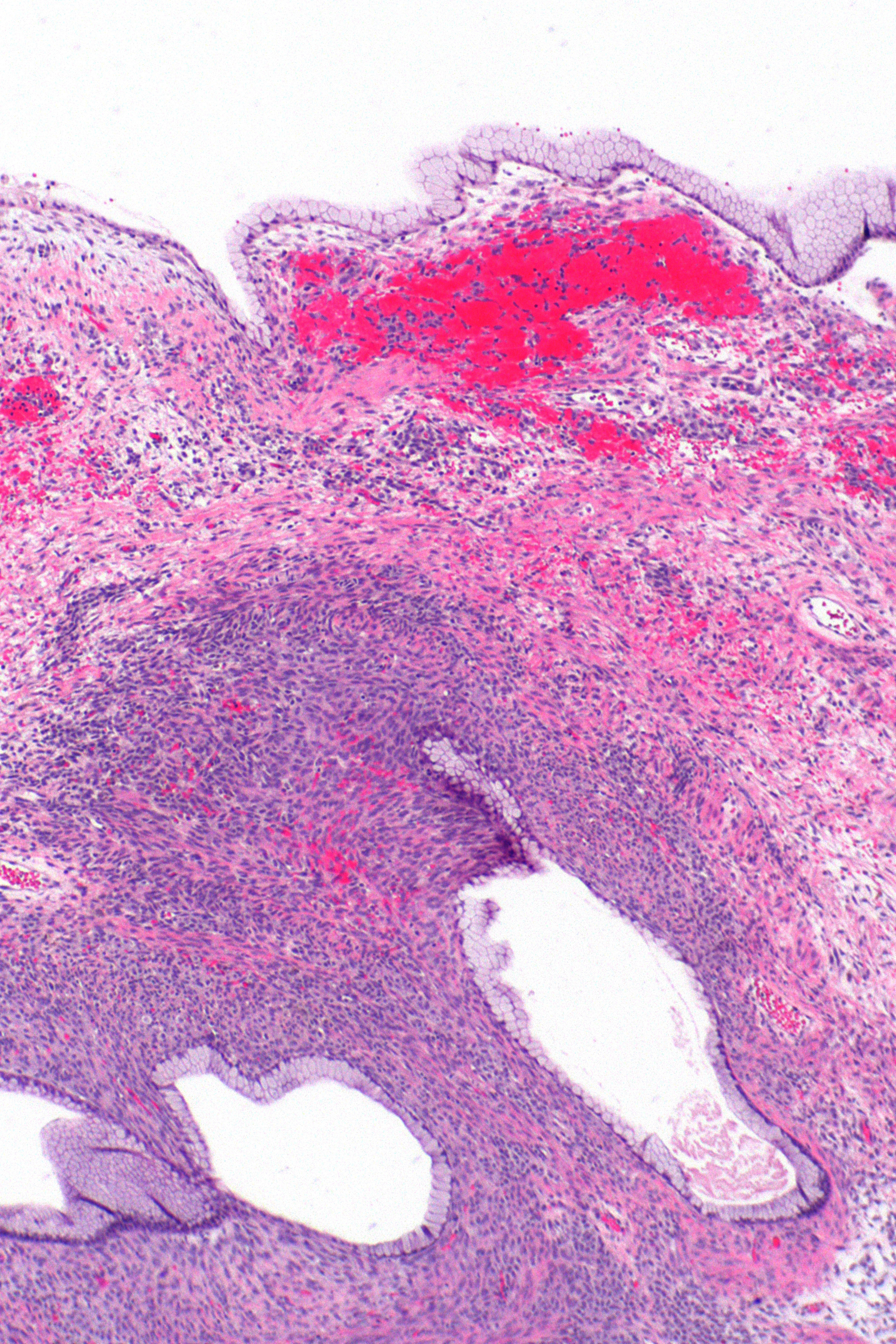
صورة مايكروسكوبية لسرطانة الغدة المخاطية بالمبيض

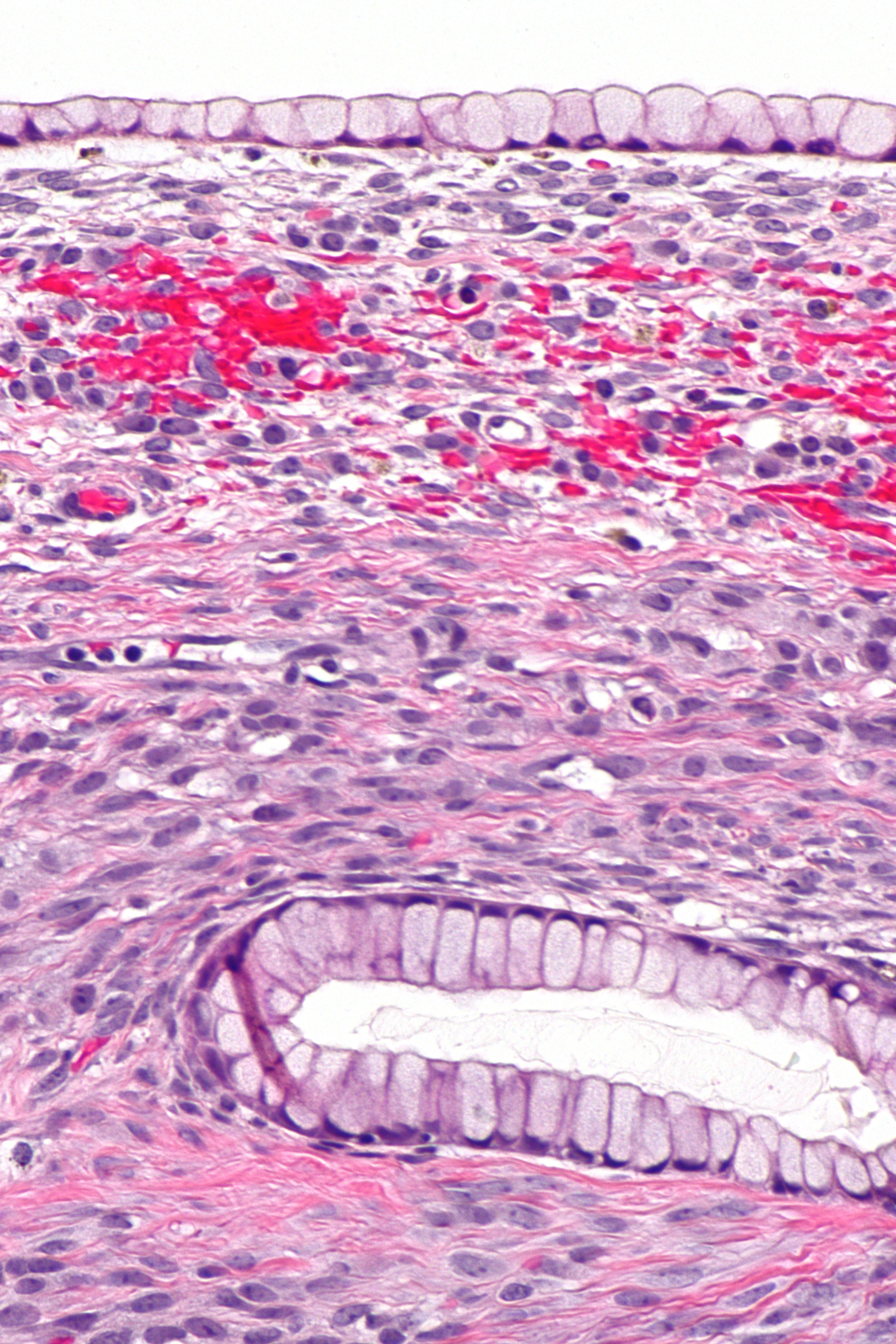

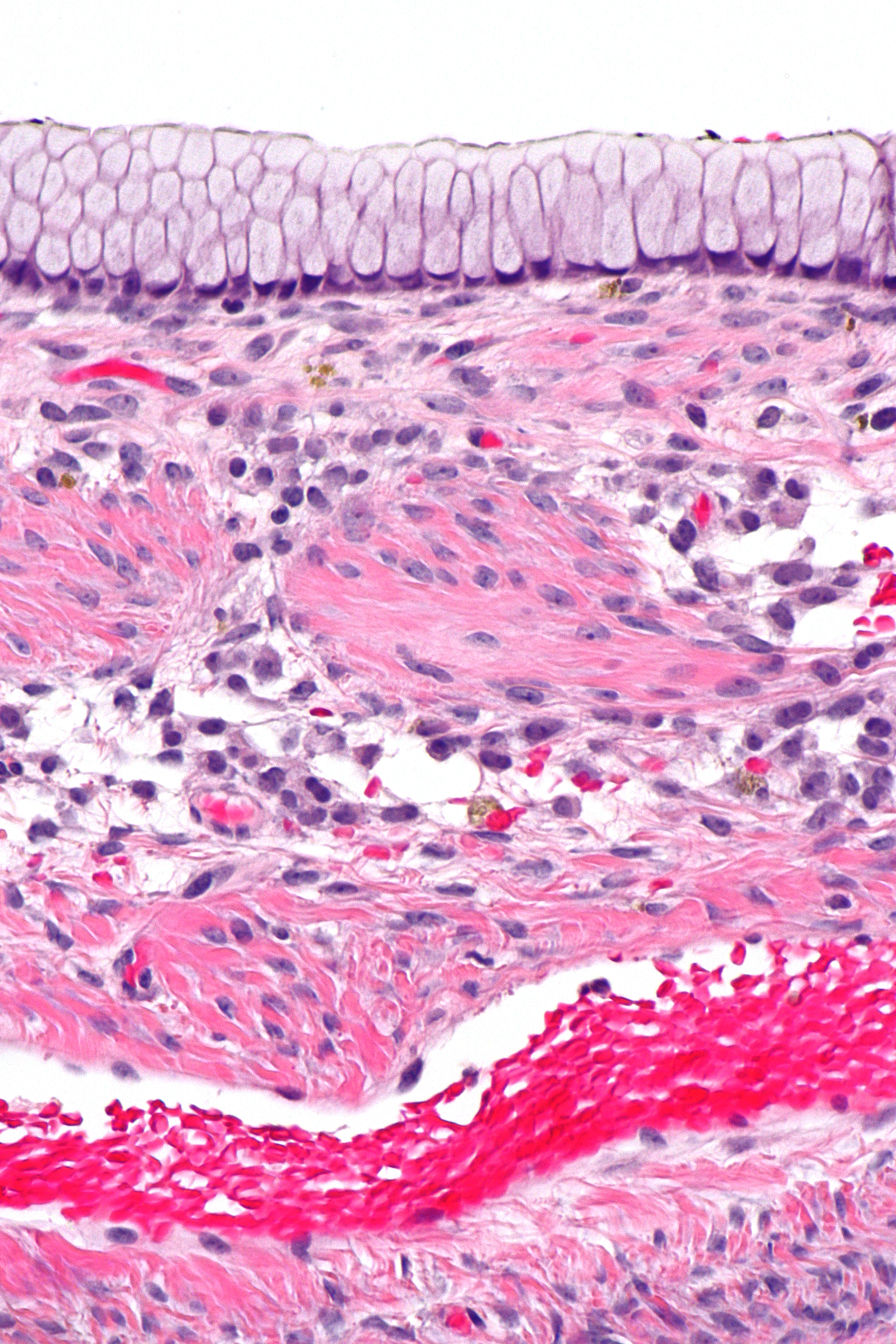